# 太脱拉
太脱拉（也译作“太拖拉”、“塔特拉”）是一间总部位于捷克科普日夫尼采的汽车制造商，是世界上第三古老的汽車生產公司，歷史悠久。1850年以Ignatz Schustala & Cie之名初创，最初生产马车，1890 年，公司成為股份公司，並更名為Nesselsdorfer Wagenbau-Fabriksgesellschaft。1891年开始生产铁路车辆，1897 年，生產Präsident，這是第一輛在中、東歐汽車工廠生產製造的汽油引擎汽車。1918 年，公司更名為 Kopřivnická vozovka'並於 1919 年從 Nesselsdorfer 品牌更改為Tatra，品牌商標以捷克斯洛伐克-波蘭邊境（現為波蘭 -斯洛伐克邊境） 附近的塔特拉山脈命名。（当时正值捷克斯洛伐克第一共和国时期）。

## 产品
- T810（英语：Tatra 810）
- 塔特拉 815（英语：Tatra 815）

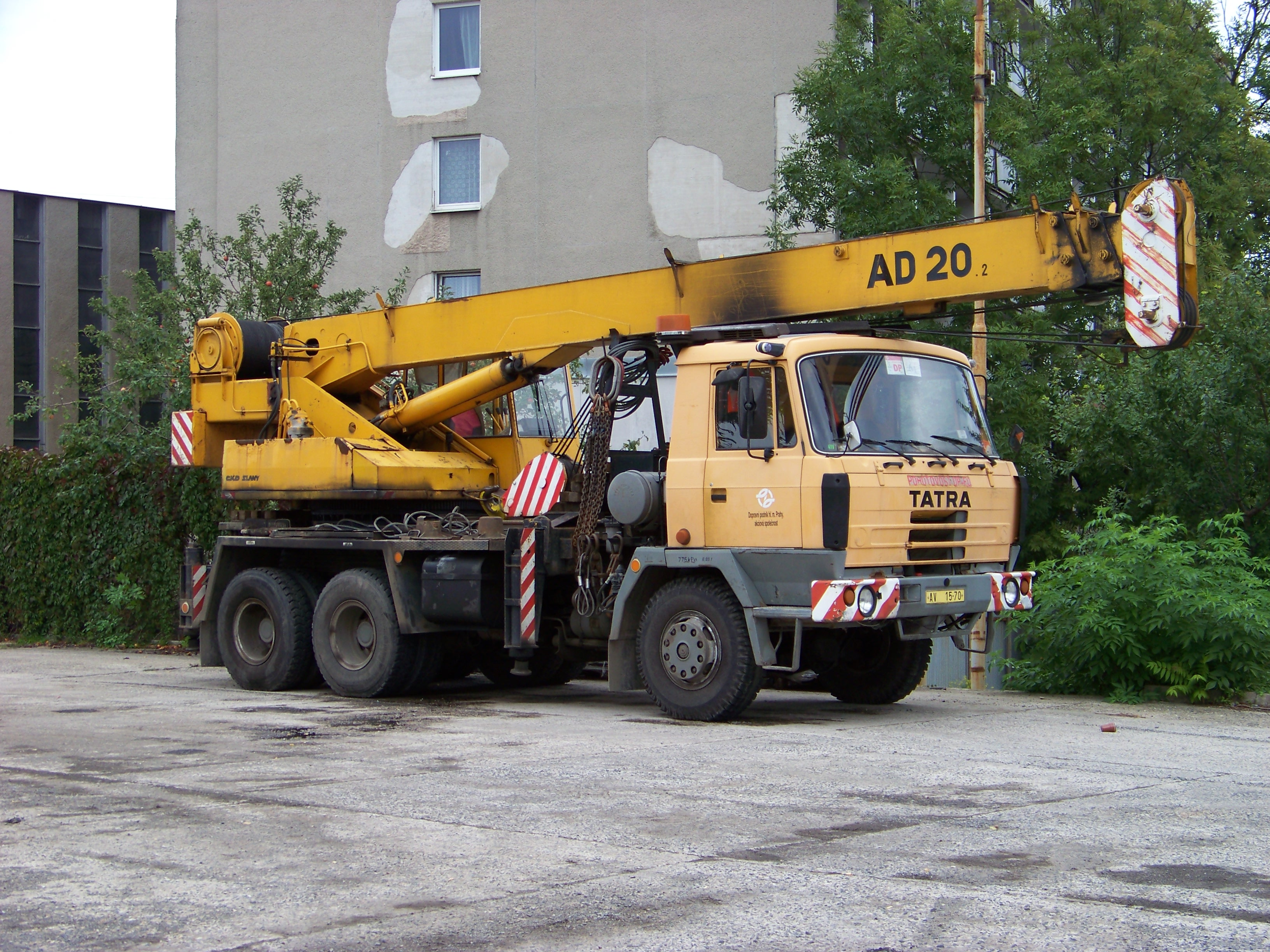
太脱拉815

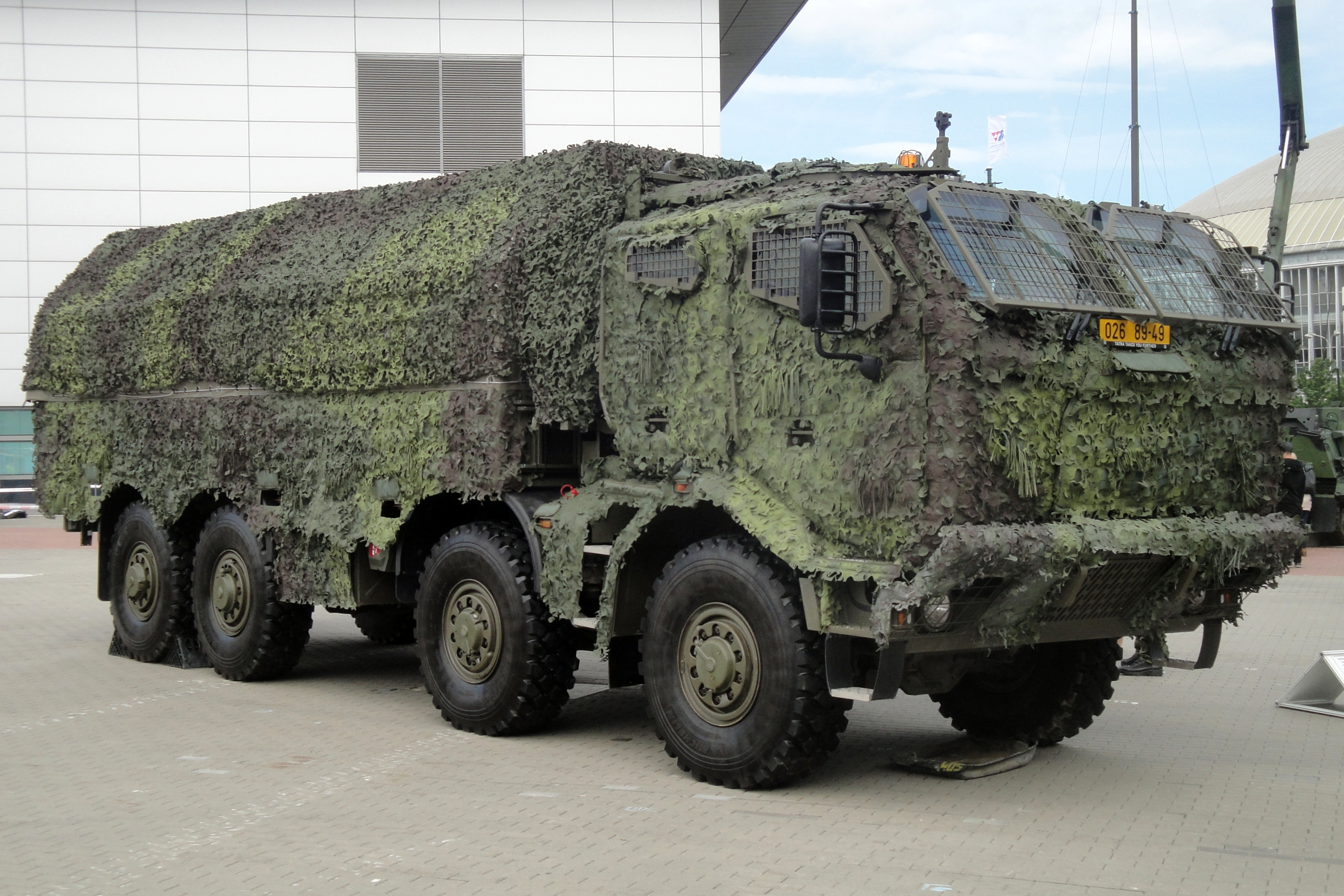
Tatra 軍規 815-7

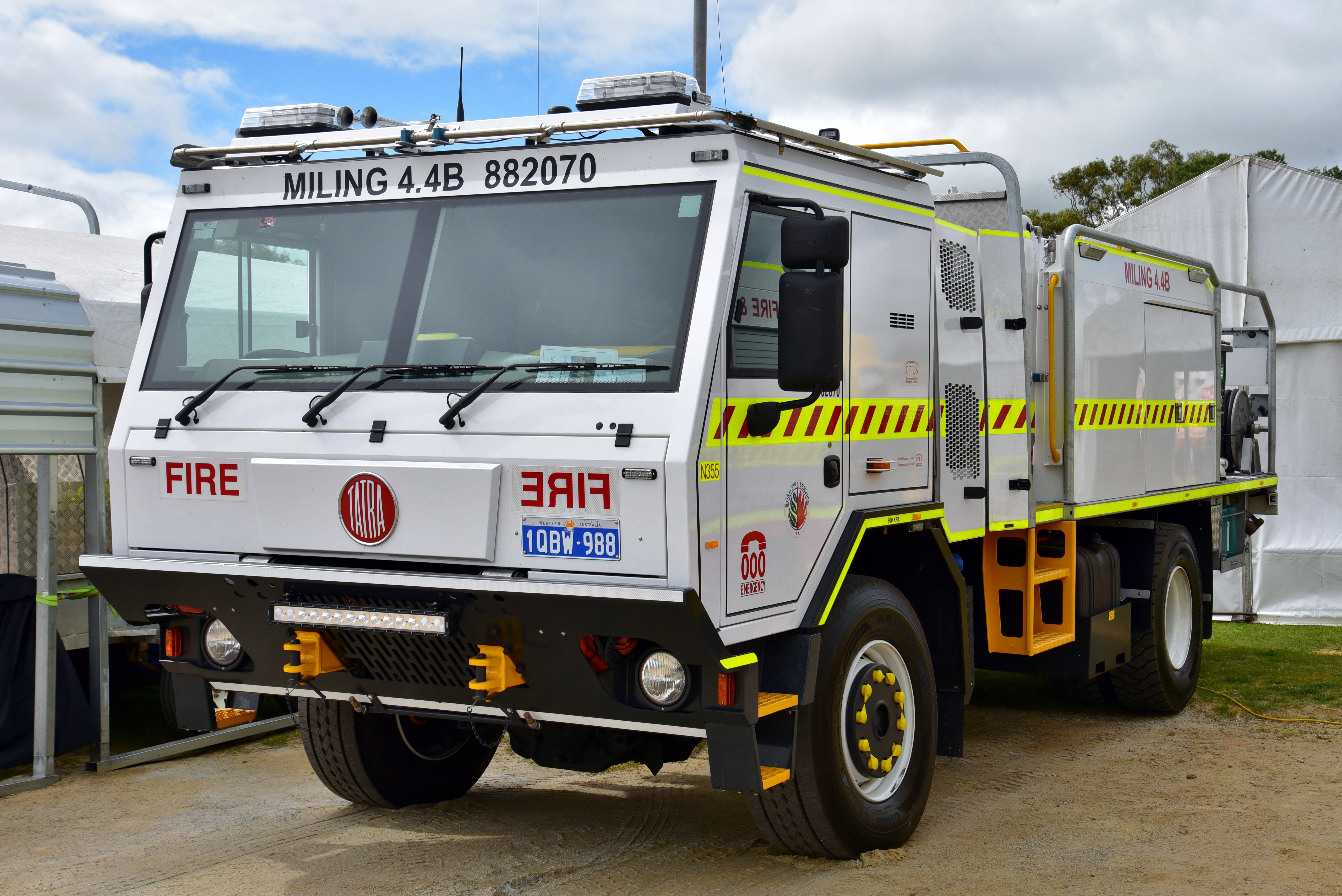
Tatra 消防車

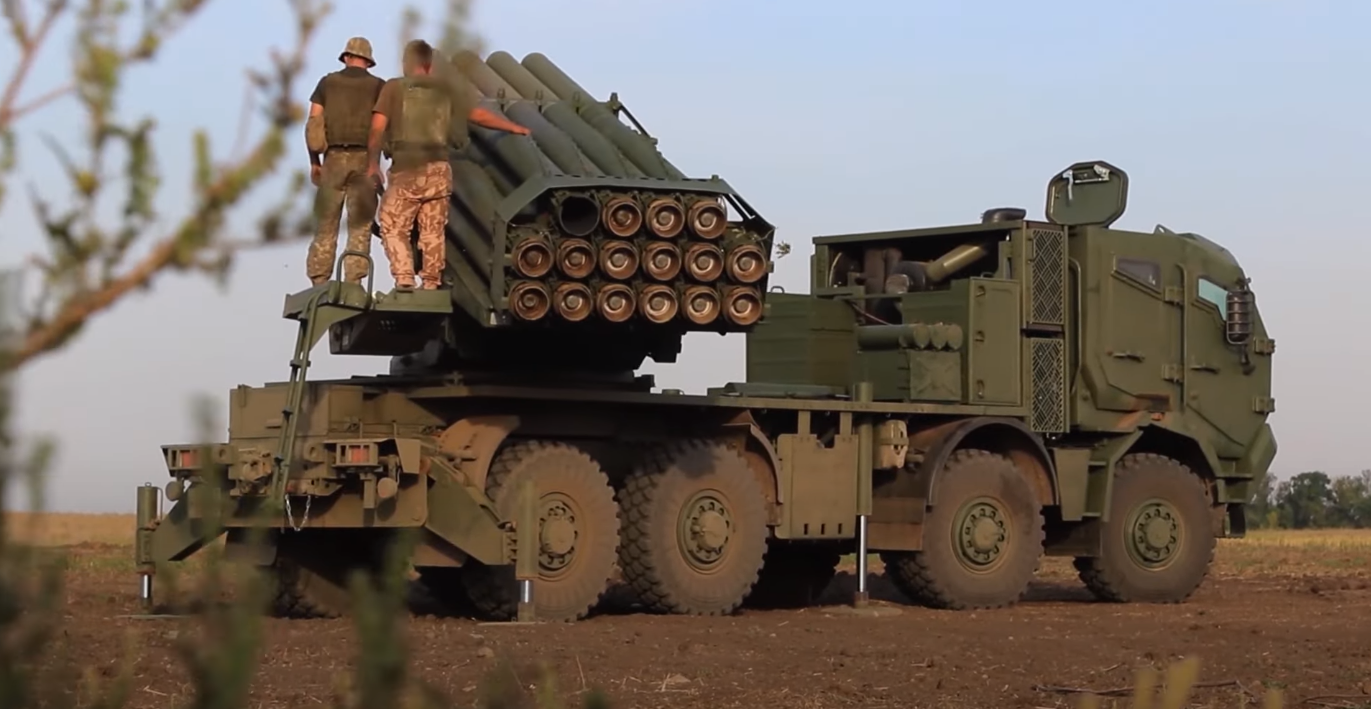
Tatra 817 為MLRS 多管火箭發射載具

- 塔特拉 817（英语：Tatra 815-7）（2007年後開始生產，型號可稱為Tatra 815-7、Tatra 817、Tatra Force）[5]
- T158（英语：Tatra 158 Phoenix）

## 備註
1. ↑  繼1810年成立的寶獅汽車；1889年2月28日，寶獅生產其第一輛汽車（三輪蒸汽動力）, 梅賽德斯-賓士前身；1885年卡爾·賓士在當時巴登大公國的曼海姆創立Benz & Cie.車廠，設計和發明了由單缸內燃機推動的三輪車，全球第一輛汽車面世